# Memoriał Alfreda Smoczyka
Memoriał Alfreda Smoczyka – turniej żużlowy poświęcony pamięci tragicznie zmarłego żużlowca Alfreda Smoczyka. Zawody organizowane są przez Unię Leszno od 1951 roku. Z powodu pandemii COVID-19 w latach 2020–2021 nie rozegrano oddzielnych turniejów memoriałowych – były nimi finały indywidualnych mistrzostw Polski.

## Lista zwycięzców
| Edycja | Rok           | 1. miejsce                                | 2. miejsce                                    | 3. miejsce                                   |
| ------ | ------------- | ----------------------------------------- | --------------------------------------------- | -------------------------------------------- |
| 1      | 1951 → wyniki | Stanisław Glapiak Unia Leszno             | Bolesław Bonin Gwardia Bydgoszcz              | Janusz Suchecki CWKS Warszawa                |
| 2      | 1952 → wyniki | Marian Kuśnierek Unia Leszno              | Tadeusz Fijałkowski Budowlani Warszawa        | Stanisław Glapiak Unia Leszno                |
| 3      | 1953 → wyniki | Bolesław Bonin Gwardia Warszawa           | Tadeusz Fijałkowski Budowlani Warszawa        | Florian Kapała Kolejarz Rawicz               |
| 4      | 1954 → wyniki | Andrzej Krzesiński Unia Leszno            | Janusz Suchecki Budowlani Warszawa            | Włodzimierz Szwendrowski Ogniwo Łódź         |
| 5      | 1955 → wyniki | Edward Kupczyński Sparta Wrocław          | Włodzimierz Szwendrowski Sparta Łódź          | Florian Kapała Kolejarz Rawicz               |
| 6      | 1956 → wyniki | Florian Kapała Kolejarz Rawicz            | Stanisław Tkocz Górnik Rybnik                 | Edward Kupczyński Sparta Wrocław             |
| 7      | 1957 → wyniki | Henryk Żyto Unia Leszno                   | Zdzisław Waliński Unia Leszno                 | Joachim Maj Górnik Rybnik                    |
| 8      | 1958 → wyniki | Henryk Żyto Unia Leszno                   | Zdzisław Waliński Unia Leszno                 | Edward Kupczyński Sparta Wrocław             |
| 9      | 1959 → wyniki | Henryk Żyto Unia Leszno                   | Kazimierz Bentke Ostrovia Ostrów Wielkopolski | Joachim Maj Górnik Rybnik                    |
| 10     | 1960 → wyniki | Norbert Świtała Polonia Bydgoszcz         | Mieczysław Połukard Polonia Bydgoszcz         | Jan Kusiak Unia Leszno                       |
| 11     | 1961 → wyniki | Zdzisław Waliński Unia Leszno             | Jan Malinowski Stal Rzeszów                   | Marian Kaiser Legia Gdańsk                   |
| 12     | 1962 → wyniki | Henryk Żyto Unia Leszno                   | Paweł Waloszek Śląsk Świętochłowice           | Mieczysław Połukard Polonia Bydgoszcz        |
| 13     | 1963 → wyniki | Henryk Żyto Unia Leszno                   | Kazimierz Bentke Unia Leszno                  | Antoni Woryna Górnik Rybnik                  |
| 14     | 1964 → wyniki | Henryk Żyto Unia Leszno                   | Kazimierz Bentke Unia Leszno                  | Paweł Waloszek Śląsk Świętochłowice          |
| 15     | 1965 → wyniki | Jan Mucha Śląsk Świętochłowice            | Kazimierz Bentke Unia Leszno                  | Marian Kaiser Wybrzeże Gdańsk                |
| 16     | 1966 → wyniki | Zygfryd Friedek Kolejarz Opole            | Zdzisław Waliński Unia Leszno                 | Stanisław Skowron Kolejarz Opole             |
| 17     | 1967 → wyniki | Henryk Glücklich Polonia Bydgoszcz        | Kazimierz Bentke Unia Leszno                  | Jan Kusiak Unia Leszno                       |
| 18     | 1968 → wyniki | Jerzy Kowalski Unia Leszno                | Zbigniew Jąder Unia Leszno                    | Kazimierz Bentke Unia Leszno                 |
| 19     | 1969 → wyniki | Zdzisław Dobrucki Unia Leszno             | Henryk Glücklich Polonia Bydgoszcz            | Jerzy Kowalski Unia Leszno                   |
| 20     | 1970 → wyniki | Andrzej Wyglenda ROW Rybnik               | Zdzisław Dobrucki Unia Leszno                 | Józef Jarmuła Śląsk Świętochłowice           |
| 21     | 1971 → wyniki | Zdzisław Dobrucki Unia Leszno             | Jerzy Szczakiel Kolejarz Opole                | Zbigniew Jąder Unia Leszno                   |
| 22     | 1972 → wyniki | Zenon Plech Stal Gorzów Wielkopolski      | Marek Cieślak Włókniarz Częstochowa           | Bernard Jąder Unia Leszno                    |
| 23     | 1973 → wyniki | Bernard Jąder Unia Leszno                 | Zenon Plech Stal Gorzów Wielkopolski          | Zbigniew Jąder Unia Leszno                   |
| 24     | 1974 → wyniki | Zbigniew Jąder Unia Leszno                | Zdzisław Dobrucki Unia Leszno                 | Paweł Waloszek Śląsk Świętochłowice          |
| 25     | 1975 → wyniki | Jerzy Rembas Stal Gorzów Wielkopolski     | Mariusz Okoniewski Unia Leszno                | Władimir Paznikow Związek Radziecki          |
| 26     | 1976 → wyniki | Zdzisław Dobrucki Unia Leszno             | Bernard Jąder Unia Leszno                     | Roman Jankowski Unia Leszno                  |
| 27     | 1977 → wyniki | Bogusław Nowak Stal Gorzów Wielkopolski   | Bernard Jąder Unia Leszno                     | Jerzy Rembas Stal Gorzów Wielkopolski        |
| 28     | 1978 → wyniki | Zenon Plech Wybrzeże Gdańsk               | Bolesław Proch Stal Gorzów Wielkopolski       | Ryszard Fabiszewski Stal Gorzów Wielkopolski |
| 29     | 1979 → wyniki | Zenon Plech Wybrzeże Gdańsk               | Piotr Pyszny ROW Rybnik                       | Bernard Jąder Unia Leszno                    |
| 30     | 1980 → wyniki | Robert Słaboń Sparta Wrocław              | Włodzimierz Heliński Unia Leszno              | Marek Kępa Motor Lublin                      |
| 31     | 1981 → wyniki | Leonard Raba Kolejarz Opole               | Alfred Siekierka Kolejarz Opole               | Jan Ząbik Apator Toruń                       |
| 32     | 1982 → wyniki | Roman Jankowski Unia Leszno               | Wojciech Żabiałowicz Apator Toruń             | Włodzimierz Heliński Unia Leszno             |
| 33     | 1983 → wyniki | Roman Jankowski Unia Leszno               | Jerzy Rembas Stal Gorzów Wielkopolski         | Andrzej Huszcza Falubaz Zielona Góra         |
| 34     | 1984 → wyniki | Leonard Raba Kolejarz Opole               | Zenon Kasprzak Unia Leszno                    | Andrzej Huszcza Falubaz Zielona Góra         |
| 35     | 1985 → wyniki | Jerzy Rembas Stal Gorzów Wielkopolski     | Zenon Kasprzak Unia Leszno                    | Wojciech Żabiałowicz Apator Toruń            |
| 36     | 1986 → wyniki | Roman Jankowski Unia Leszno               | Wojciech Żabiałowicz Apator Toruń             | Zenon Kasprzak Unia Leszno                   |
| 37     | 1987 → wyniki | Andrzej Huszcza Falubaz Zielona Góra      | Lubomír Jedek Czechosłowacja                  | Zenon Kasprzak Unia Leszno                   |
| 38     | 1988 → wyniki | Jan Krzystyniak Unia Leszno               | Andrzej Huszcza Falubaz Zielona Góra          | Roman Jankowski Unia Leszno                  |
| 39     | 1989 → wyniki | Jan Krzystyniak Stal Rzeszów              | Piotr Świst Stal Gorzów Wielkopolski          | Krzysztof Okupski Stal Gorzów Wielkopolski   |
| 40     | 1990 → wyniki | Zenon Kasprzak Unia Leszno                | Tomasz Gollob Polonia Bydgoszcz               | Roman Jankowski Unia Leszno                  |
| 41     | 1991 → wyniki | Piotr Świst Stal Gorzów Wielkopolski      | Piotr Pawlicki Unia Leszno                    | Jarosław Szymkowiak Morawski Zielona Góra    |
| 42     | 1992 → wyniki | Jarosław Szymkowiak Morawski Zielona Góra | Jacek Rempała Unia Tarnów                     | Zenon Kasprzak Unia Leszno                   |
| 43     | 1993 → wyniki | Greg Hancock Unia Leszno                  | Zenon Kasprzak Unia Leszno                    | Jacek Krzyżaniak Apator Toruń                |
| 44     | 1994 → wyniki | Rafał Dobrucki Polonia Piła               | Rif Saitgariejew Iskra Ostrów Wielkopolski    | Tomasz Gollob Polonia Bydgoszcz              |
| 45     | 1995 → wyniki | Tomasz Gollob Polonia Bydgoszcz           | Adam Łabędzki Unia Leszno                     | Rafał Dobrucki Polonia Piła                  |
| 46     | 1996 → wyniki | Tomasz Gollob Polonia Bydgoszcz           | Rafał Dobrucki Polonia Piła                   | Adam Skórnicki Unia Leszno                   |
| 47     | 1997 → wyniki | Roman Jankowski Unia Leszno               | Rafał Dobrucki Polonia Piła                   | Damian Baliński Unia Leszno                  |
| 48     | 1998 → wyniki | Tomasz Gollob Polonia Bydgoszcz           | Hans Nielsen Polonia Piła                     | Piotr Świst Stal Rzeszów                     |
| 49     | 1999 → wyniki | Roman Jankowski Unia Leszno               | Tomasz Gollob Polonia Bydgoszcz               | Robert Sawina Start Gniezno                  |
| 50     | 2000 → wyniki | Leigh Adams Unia Leszno                   | Piotr Protasiewicz Polonia Bydgoszcz          | Antonín Kasper Start Gniezno                 |
| 51     | 2001 → wyniki | Sebastian Ułamek WTS Wrocław              | Piotr Protasiewicz Polonia Bydgoszcz          | Tony Rickardsson Apator Toruń                |
| 52     | 2002 → wyniki | Jacek Rempała Unia Leszno                 | Damian Baliński Unia Leszno                   | Rafał Dobrucki Polonia Piła                  |
| 53     | 2003 → wyniki | Sławomir Drabik WTS Wrocław               | Krzysztof Kasprzak Unia Leszno                | Damian Baliński Unia Leszno                  |
| 54     | 2004 → wyniki | Krzysztof Kasprzak Unia Leszno            | Jarosław Hampel WTS Wrocław                   | Piotr Protasiewicz Apator Toruń              |
| 55     | 2005 → wyniki | Damian Baliński Unia Leszno               | Marcin Rempała Unia Tarnów                    | Robert Miśkowiak WTS Wrocław                 |
| 56     | 2006 → wyniki | Hans Andersen WTS Wrocław                 | Krzysztof Kasprzak Unia Leszno                | Damian Baliński Unia Leszno                  |
| 57     | 2007 → wyniki | Jarosław Hampel Unia Leszno               | Fredrik Lindgren ZKŻ Zielona Góra             | Piotr Świderski ZKŻ Zielona Góra             |
| 58     | 2008 → wyniki | Leigh Adams Unia Leszno                   | Jarosław Hampel Unia Leszno                   | Rafał Dobrucki ZKŻ Zielona Góra              |
| 59     | 2009 → wyniki | Ryan Sullivan Unibax Toruń                | Jarosław Hampel Unia Leszno                   | Damian Baliński Unia Leszno                  |
| 60     | 2010 → wyniki | Jarosław Hampel Unia Leszno               | Janusz Kołodziej Unia Leszno                  | Nicki Pedersen Stal Gorzów Wielkopolski      |
| 61     | 2011 → wyniki | Janusz Kołodziej Unia Leszno              | Jarosław Hampel Unia Leszno                   | Adrian Miedziński Apator Toruń               |
| 62     | 2012 → wyniki | Emil Sajfutdinow Polonia Bydgoszcz        | Jarosław Hampel Unia Leszno                   | Piotr Protasiewicz Falubaz Zielona Góra      |
| 63     | 2013 → wyniki | Janusz Kołodziej Unia Tarnów              | Jarosław Hampel Falubaz Zielona Góra          | Piotr Świderski Start Gniezno                |
| 64     | 2014 → wyniki | Piotr Świderski Stal Gorzów Wielkopolski  | Piotr Protasiewicz Falubaz Zielona Góra       | Przemysław Pawlicki Unia Leszno              |
| 65     | 2015 → wyniki | Patryk Dudek Falubaz Zielona Góra         | Tobiasz Musielak Unia Leszno                  | Bartosz Smektała Unia Leszno                 |
| 66     | 2016 → wyniki | Piotr Protasiewicz Falubaz Zielona Góra   | Patryk Dudek Falubaz Zielona Góra             | Rohan Tungate Orzeł Łódź                     |
| 67     | 2017 → wyniki | Janusz Kołodziej Unia Leszno              | Mikkel Michelsen Unia Tarnów                  | Bartosz Smektała Unia Leszno                 |
| 68     | 2018 → wyniki | Przemysław Pawlicki GKM Grudziądz         | Brady Kurtz Unia Leszno                       | Dominik Kubera Unia Leszno                   |
| 69     | 2019 → wyniki | Emil Sajfutdinow Unia Leszno              | Jarosław Hampel Unia Leszno                   | Bartosz Smektała Unia Leszno                 |
| 70     | 2020 → wyniki | Maciej Janowski WTS Wrocław               | Bartosz Zmarzlik Stal Gorzów Wielkopolski     | Szymon Woźniak Stal Gorzów Wielkopolski      |
| 71     | 2021 → wyniki | Bartosz Zmarzlik Stal Gorzów Wielkopolski | Maciej Janowski WTS Wrocław                   | Janusz Kołodziej Unia Leszno                 |
| 72     | 2022 → wyniki | Bartosz Smektała Włókniarz Częstochowa    | Jason Doyle Unia Leszno                       | Janusz Kołodziej Unia Leszno                 |
| 73     | 2023 → wyniki | Bartosz Smektała Unia Leszno              | Przemysław Pawlicki Falubaz Zielona Góra      | Jaimon Lidsey Unia Leszno                    |
| 74     | 2024          | Dominik Kubera Motor Lublin               | Grzegorz Zengota Unia Leszno                  | Krzysztof Buczkowski Polonia Bydgoszcz       |
| 75     | 2025          | Dominik Kubera Motor Lublin               | Nicolai Klindt                                | Nazar Parnicki Unia Leszno                   |